# Kuivaliha

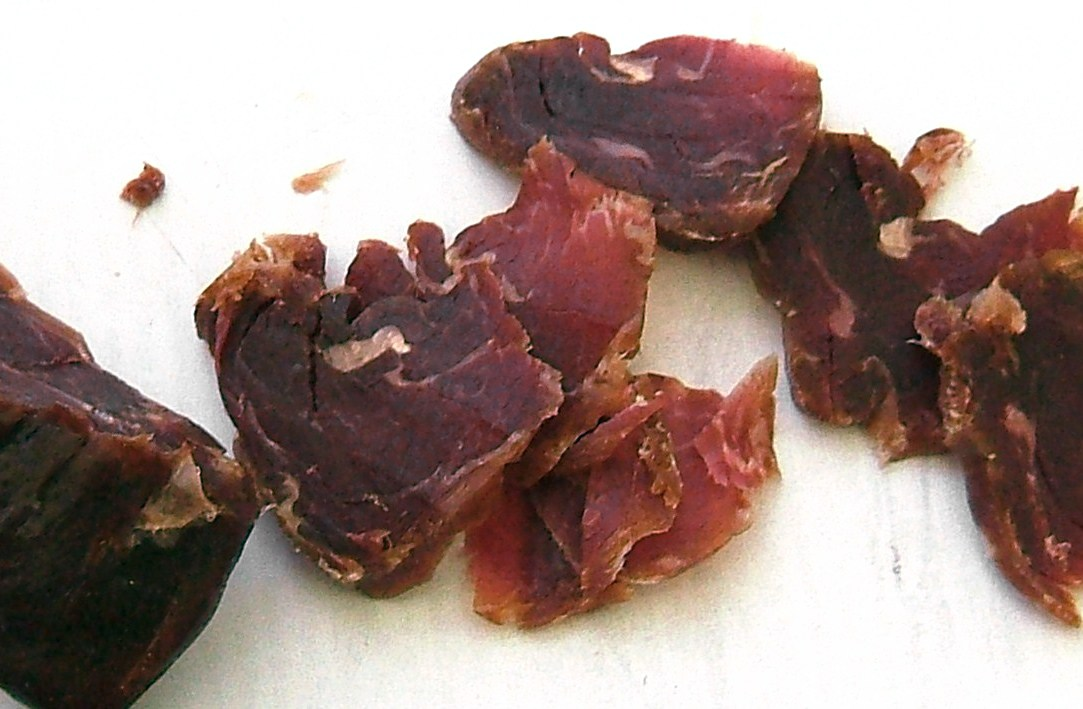
Morceaux de kuivaliha.

La kuivaliha  (littéralement : « viande séchée »), connue aussi sous le nom kapaliha, est de la viande salée et séchée, souvent de renne (caribou).
C’est un aliment traditionnel et un mets délicat du nord de la Finlande, préparé au printemps. Comme la jerky, dont la kuivaliha est une variante, ses origines proviennent de la nécessité de la conservation des aliments. La kuivaliha est un snack très utile pour le camping, etc., en raison de son faible poids et sa bonne valeur nutritionnelle. Elle est également utilisée dans une soupe (kuivalihakeitto).

## Préparation
La kuivaliha est préparée à l’extérieur en pendant des bandes de viande salée à l’air libre et en les exposant plein sud (pour le soleil). Des filets sont souvent utilisés pour tenir à l’écart les oiseaux et autres animaux. Le processus de séchage dure environ trois semaines.
La préparation de la kuivaliha se fait en mars et avril, en raison des conditions météorologiques spécifiques au printemps finlandais : la température ambiante est au-dessus de zéro pendant la journée, mais en dessous de zéro durant la nuit (ce qui empêche les insectes de contaminer la viande tout en augmentant le processus de séchage), un vent sec et du soleil. Si le temps est trop chaud, la viande pourrit et s’il fait trop froid, la viande sera sujette à des brûlures de congélation. La kuivaliha ne peut donc pas être préparée de façon traditionnelle durant les autres saisons.